# The First Sex
The First Sex (en català El primer sexe) és un llibre de la bibliotecària estatunidenca Elizabeth Gould Davis del 1971, considerat part de la segona onada del feminisme. Al llibre, Gould Davis pretenia demostrar que la primera societat humana consistia en "queendoms" matriarcals basades en el culte a la "Gran Deessa" i caracteritzades pel pacifisme i la democràcia. Gould Davis va argumentar que les primeres societats matriarcals van assolir un alt nivell de civilització, que va ser esborrat en gran part com a resultat de la "revolució patriarcal". Va afirmar que el patriarcat va introduir un nou sistema de societat, basat en els drets de propietat en lloc dels drets humans, i que venerava a una divinitat masculina severa i venjativa en lloc de la deessa mare que es preocupava i alimentava.
Aquestes opinions de Gould Davis sobre una gran deessa predominant a l'Europa neolítica i al Pròxim Orient són similars a les que van fer diversos escriptors a principis i mitjans del segle xx, inclosos Eric Neumann, Thorstein Veblen, Merlin Stone, Robert Graves, Marija Gimbutas, JJ Bachofen, Walter Burket, James Mellart, Robert Briffault.
Tot i que molts dels seus punts de vista són considerats no compatibles per la majoria dels antropòlegs i arqueòlegs actuals, diversos escriptors han continuat desenvolupant els temes que va originar Gould Davis.

## Sinopsi

### El món "ginecocràtic"
A la primera part de The First Sex, Gould Davis va utilitzar proves de l'arqueologia i l'antropologia per donar suport a una teoria de la prehistòria matriarcal. Els capítols d'aquesta secció del llibre se centren en parts individuals de l'evidència dels reptes matriarcals pacífics: tres de les parts es titulen "Mitologia parla", "Antropologia parla" i "Arqueologia parla". Gould Davis va dir que la "pèrdua del paradís" es produí quan la "Gran Deessa" va ser substituïda per una deïtat masculina venjativa i és el tema de tots els mites que sobreviuen fins avui. Va argumentar que les proves del jaciment neolític de Çatal Hüyük van demostrar que no hi havia guerres ni tan sols morts violentes, i que fins i tot pot ser que no estiguessin permeses lesions físiques als animals. Va assenyalar altres parts del Mediterrani en què es conserven les tombes femenines amb més cura que les masculines, i va considerar que això era una evidència de la primacia femenina. A "Anthropology Speaks", Gould Davis es va centrar en els tabús, principalment incest, i pretenia mostrar com actuaven els tabús contra les relacions entre germans i germanes per protegir les dones contra els homes violents. També va argumentar que la sang menstrual era originalment sagrada més que contaminant o "impura", i que només quan la gent començava a menjar carn els homes eren més grans que les dones, a causa de la selecció de dones febles per part dels homes.

### La Revolució Patriarcal
En aquesta secció del llibre, Gould Davis va examinar com la mitologia i la societat van canviar com a resultat d'una violenta conversió suggerida del matriarcat al patriarcat. La seva teoria proposava que la revolució patriarcal resultés de la violenta invasió de tribus nòmades que eren guerreres i destructives, superant els matriarcats pacífics i igualitaris. S’argumenta que aquests nòmades (semites de l'península Aràbiga) no han assolit mai una civilització pròpia, sinó que només han destruït o han pres les més antigues. Gould Davis va afirmar que molts contes de l'Antic Testament eren realment reescriptures d'històries més antigues, amb deesses canviades a actors masculins, o una deessa violada o derrocada i els seus poders usurpats per la nova deïtat pare. Això, va suggerir, formava part d'un esforç concertat per eliminar totes les proves d'autoritat femenina. Com que els violents invasors desitjaven establir un sistema patrilineal d'herència, el control rigorós de la sexualitat de les dones va esdevenir primordial. Així, el dret de les dones al plaer sexual es va redefinir com a pecaminós i la virginitat es va concebre com un dret de propietat del pare o del marit de la dona. Gould Davis va discutir la circumcisió femenina com un mitjà per protegir la virginitat de les dones i garantir línies clares de paternitat. Aquesta pràctica es descriu al llibre amb detall gràfic, tal com es realitza amb instruments no esterilitzats, sense anestèsia (condicions que pertanyen a totes les pràctiques quirúrgiques anteriors al segle XIX).

### Dones precristianes al món celta-jònic
En aquesta part del llibre, Gould Davis es va centrar en el paper de les dones a les antigues civilitzacions de Creta i Micenes. La seva investigació li va suggerir que, com en el seu model de civilització prehistòrica, les dones eren els poders principals. El llibre veia les civilitzacions creteses i micèniques com a restes de l'antiga cultura celta precristiana, que Gould Davis també creia que concedia a les dones un gran poder. Va afirmar, per exemple, que la monarquia era matrilineal i que la majoria dels caps tribals eren dones més que homes.
Gould Davis va afirmar que les dones gregues tenien drets que actualment són negats per les esglésies protestants catòliques, ortodoxes i conservadores, com ara els drets a l'avortament i el divorci. Va citar a molts historiadors coneguts per donar suport a aquestes afirmacions. També va argumentar que les dones participaven en gairebé tots els aspectes de la societat grega i romana antiga, inclosos el govern, l'aprenentatge i l'esport. En el capítol següent, "Els celtes", va argumentar que drets similars van prevaler fins al col·lapse de l'Imperi Romà, per a un sistema matrilineal d'ascendència monàrquica, i perquè les dones celtes foren les principals conservadores de l'aprenentatge durant la primera edat mitjana.

### La tragèdia de les dones occidentals
La part final de The First Sex se centrava en el període des que el cristianisme es va convertir en la religió estatal de l'Imperi Romà el 313 dC, Gould Davis va intentar amb aquesta part del llibre mostrar com els mites semítics de la supremacia masculina eren predicats pels primers pares de l'Església a gent pagana que no els creuria i no se les prenia seriosament fins que Constantí es convertia en emperador. Gould Davis va creure que els escrits de Pau l'apòstol al Nou Testament van ser utilitzats per l'Església per justificar la violència contra les dones, cosa que va conduir al llarg de l'Edat Mitjana a un nivell de crueltat i barbaritat inèdit a les edats anteriors. Gould Davis creia que un cop el cristianisme havia assolit el poder civil, eren inevitables la degradació de les dones i el "terrible materialisme que marca i protegeix la nostra actual civilització". Va argumentar que la influència de Maria com a "deessa" va créixer a mesura que la violenta imposició del cristianisme va esborrar l'antiga religió de la deessa. Citant a Jules Michelet, Gould Davis va argumentar que les dones al segle xv eren tractades tan malament per homes de totes les classes socials que eren vistes com a "pitjors que les bèsties". Va dir que l'Església va aprovar aquesta violència domèstica i la brutalitat per a les dones s’estenia més enllà de les famílies fins al sacerdoci, que citava la Bíblia per justificar-se.
Segons Gould Davis, l'estat de les dones només va ser millorat breument per la Reforma i el floriment de les dones erudites durant el segle XVI. Després, les caceres de bruixes del puritanisme i un papat enfortit van tornar a situar les dones en el mateix nivell de submissió, i les dones van ser torturades i estudiades de la manera més impúdica per obtenir "marques de bruixes". Va dir que milions de persones, la majoria de les quals eren dones, van morir cremades, ofegades, penjades o torturades durant les inquisicions catòliques i protestants. Segons Gould Davis, els segles XVII i XVIII van marcar la primera vegada que les dones occidentals van acceptar la seva pròpia inferioritat i abans de Mary Wollstonecraft ningú no va parlar per elles. Gould Davis va fer un esforç especial per mostrar com les ments de les dones van ser subjugades durant els segles XVII, xviii i xix.
A la darrera part de The First Sex, Gould Davis va intentar mostrar les creences que s’utilitzaven per subordinar les dones com a mites, afirmant que, en realitat, les dones són més fortes i físicament, mentalment i moralment més que iguals als homes; i que la supervivència de la humanitat depèn de la restauració de les dones a la seva posició anterior com a governants de la societat. Gould Davis va argumentar que la civilització patriarcal s'està destruint a si mateixa i que només els valors dels "matriarcats" poden salvar a la humanitat, perquè una societat basada en la dualitat mecanicista i cartesiana dels homes dominants i violents condueix inevitablement a centrar-se en la tecnologia i l'aparell en lloc de sobre les relacions humanes amoroses.

### Defensa per al futur matriarcat
Gould Davis va demanar "la contrarevolució matriarcal que és l'única esperança per a la supervivència de la raça humana" i va opinar sobre aquesta "força espiritual", "dons mentals i espirituals", i "la percepció extrasensorial" serà més important que la "força física", "regals de naturalesa física", i la "percepció sensorial", respectivament, de manera que" la dona tornarà a ser predominant" i que "la pròxima civilització... girarà "sobre" un "dona divina"", tal com havia afirmat en el passat.
Segons el crític Prof. Ginette Castro, Gould Davis va proposar un discurs "arrelat al xovinisme femení més pur" i semblava donar suport a "un contraatac feminista que estigmatitza el present patriarcal", "donant... a una recerca de venjança forma de feminisme", "construir ... el seu cas sobre la humiliació dels homes", i " afirmar... una naturalesa específicament femenina... com moralment superior". Castro va criticar l'essencialisme i l'afirmació de la superioritat com a "masclista" i "traïció".

## Influència i crítica
Des de la seva publicació, hi ha hagut crítiques a The First Sex. A Goddess Unmasked, Phillip Davis va argumentar que les afirmacions de Gould Davis i Marija Gimbutas estan severament distorsionades en el millor dels casos, que un estudi seriós dels artefactes a Europa i Anatòlia no dona suport a la idea d'un matriarcat pacífic i que no hi ha proves per a un monoteisme femení del tipus defensat per Gould Davis. De la mateixa manera, en el seu llibre The Myth of Matriarchal Prehistory de l'any 2000, Cynthia Eller va intentar demostrar que, no només la teoria de les matriarques prehistòriques de Gould Davis no es recolza en proves arqueològiques, sinó que, fins i tot, si fos cert, no donaria a les dones més esperances un futur just i igual, simplement perquè no és factible replicar el passat antic al món actual. Tanmateix, va acceptar la noció que algunes societats del Neolític i de l'edat del bronze se centraven en divinitats femenines: “Certament, som conscients de nombroses instàncies interculturals de culte a la deessa acompanyades d'un ús generalitzat de ... figuretes [femenines], per tant, aquesta és de les explicacions més probables dels conjunts de figuretes neolítiques”. Continuant, va escriure: "El fet que les figuretes de deessa - i també les imatges de deessa a gran escala - existeixin en cultures posteriors a la mateixa àrea geogràfica són especialment persuasives" com a figuretes prehistòriques (p. 139).
En una crítica parcialment simpàtica, Ginette Castro va escriure: "Per a aquest obscur bibliotecari de Florida, el mite és històricament cert". ... "La reconstrucció històrica d'Elizabeth Gould Davis depèn en gran manera de l'extracció de la moral del conte i està plena de nombroses extrapolacions evidents. Tanmateix, l'argument es teixeix de manera tan hàbil i enginyosa que la dona lectora no pot deixar de ser influenciada". "Tot i que és difícil concedir al llibre un valor pràctic immediat, cal reconèixer que té un interès cultural, el de mostrar els substrats sexuals de la nostra cultura".
No obstant això, altres escriptores amb orientació feminista han revisat el llibre amb més duresa. Kay L. Cothran, al Journal of American Folklore, va escriure: "el llibre és un exemple de folklore mal aplicat"... "El problema de l'evidència recorre tot el llibre, que està molt notat al peu i està ple de cites. La diferència entre cites i proves no ha impressionat a [Gould] Davis. Les seves notes provenen de la cerca d'una bibliotecària, no d'una investigació acadèmica. Per a [Gould] Davis, una font fiable és aquella que està d'acord amb ella; un que no està d'acord forma part de la conspiració". "Per tant, el més amable que es pot dir sobre la competència folklorística i acadèmica general de [Gould] Davis és que no existeix. És lamentable que enterrés informació sòlida sota aquestes piles de brossa".
En una línia similar, Amy Hackett i Sarah Pomeroy, en Feminist Studies, van escriure: "Malauradament, The First Sex és un llibre dolent, com demostrarem. Així i tot, mereix més que un rebuig forçós". "La desorganització extravagant del llibre fa gairebé impossible la feina de resumir". "Tipifica el mètode de [Gould] Davis que els seus capítols" històrics "reflecteixen una relació inversa entre el que les fonts disponibles, els documents, les estadístiques i similars ens permeten conèixer les dones en un període determinat i l'espai que dedica a aquest període. Existeixen algunes fonts excel·lents per a la història de les dones, però [Gould] Davis prefereix confiar en l'obscur, idiosincràtic i picant, ignorant les fonts més substancials. "..." fins que els historiadors rebutgin la ciència antiga i optin per la intuïció, la marca de Gould a la història serà inacceptable".
Segons Castro, el llibre "incontestablement" animava les dones a estudiar la seva història.